# 翹嘴祕鱂
翹嘴祕鱂為輻鰭魚綱鯉齒目鯉齒亞目鯉齒鱂科的其中一種，分布於亞洲伊朗淡水流域，體長可達3.8公分，棲息在水淺的池塘中，生活習性不明。

## 擴展閱讀
維基物種上的相關：翹嘴祕鱂